# Порто-Маргера – Феррара/Мантуя (пропіленопровід)
Порто-Маргера – Феррара/Мантуя (пропіленопровід) – трубопровідна система на півночі Італії, призначена для транспортування пропілену до кількох нафтохімічних підприємств.
Продукований установкою парового крекінгу в Порто-Маргера (південно-західна околиця Венеції) пропілен постачається по продуктопроводу, який включає наступні ділянки:
- від Порто-Маргера на захід до Монселіче довжиною 48 км з діаметром 200 мм;
- від Монселіче далі на захід до Мантуї довжиною 80 км з діаметром 150 мм;
- від Монселіче на південь до Феррари довжиною 48 км з діаметром 150 мм.
При цьому споживачами пропілену у Феррарі є завод етилен-пропілен-дієнового каучуку (компанія Eni Versalis) та лінія поліпропілену (належить американському концерну LyondellBasell).